# Неџмедин Саћипи
Неџмедин Саћипи (алб. Nexhmedin Saqipi; Велики Трновац 16. август 1965)  је муфтија прешевски и в.д. реис-ул-улеме Исламске заједнице Србије.

## Биографија
Родио се у Великом Трновцу код Бујановца.  Средњу медресу  звршио је у Сирији, а затим је студирао теологију и новинарство у Сарајеву и Дамаску. Магистарске студије је уписао 1996. године у Сирији, али се убрзо врати у земљу због ситуације на Косову и Метохији. Дао је велики доринос решавању сукоба на југу Србије и био једна врста медијатора  између грађана албанске националности и војском и полицијом Србије.
Верски је постао активан 1990. године, а члан Сабора Исламске заједнице Приштине био је у периоду од 1992 до 1996. године. Запослен је од 1994. године у одбору Исламске заједнице Бујановац као главни имам Нове џамије у Великом Трновцу.  Изабран за предсеника одбора Исламске заједнице Бујановца. Иницијатор и један од оснивача Исламске заједнице Прешево, Бујановац и Медвеђа.
Увођењем верске наставе у школама у Србији постао је 2007. године координатор за верску наставу на територији општина Прешево, Медвеђе и Бујановца. Главни је уредник часописа на албанском језику  “Јехона “.
На изборној седници Врховног Сабора Исламске заједнице Србије, која је одржана 2. јула 2016. године, именован је за заменика реис-ул-улеме.
Томислав Николић је поводом Дана државности 2017. године, одликовао Саћипија сребрном медаљом за заслуге „за постигнуте резултате у јавном раду од значаја за грађане Србије”.